# Nemoria fontalis
Nemoria fontalis là một loài bướm đêm trong họ Geometridae.